# Център Номос
Център „Номос“, пълно наименование: Център за улесняване на изучаването на геополитически въпроси и евро-атлантическо сътрудничество на региона на Черно море „Номос“ (на английски: Center for assistance to the geopolitical problems and euroatlantic cooperation of the Black sea region studies NOMOS) е украински независим неправителствен мозъчен тръст в гр. Севастопол.

## История
Център „Номос“ е създаден през ноември 2003 г. като неправителствена организация, чиято цел е да помогне в изучаването на геополитическите проблеми в региона на Черно море, да анализира и подготвя препоръки и прогнози в областта на украинската вътрешна и външна политика, международните отношения като цяло, разпространението в обществото на информация за процеса на европейска и атлантическа интеграция в региона.
Проектът е разработен за независим неправителствен мозъчен тръст, с оглед да се превърне в инструмент за интелигентни интеграция на украински и чуждестранни елитни, поле за диалог и обсъждане на експертната общност и политици за състоянието и перспективите на Черно море.

## Дейност
Център „Номос“ подготвя аналитична информация, статии, изследвания, коментари по актуални въпроси на политиката националната и международната сигурност. Резултатите от изследванията представя на публични събрания, отпечатани в украински и чужди
медии.
Проучвания на „Номос“ се използват от международни организации (Европейската комисия), посолствата на европейски и черноморски страни, международни мозъчни тръстове, властите на Украйна.
Център „Номос“ провежда международни конференции, семинари и кръгли маси по актуални проблеми в региона, с участието на учени, експерти и политици от черноморските страни, Европа и Кавказ

.
Партньори на „Номос“ са независими аналитични центрове в Украйна, Русия, страните от Черноморския регион и района на Южен Кавказ, Европейския съюз, Съединените щати.
От 2006 г. е водеща неправителствена организация в групата по икономическа сигурност в Мрежата за партньорство Украйна-НАТО.
Вестник
От 2005 г. „Номос“ издава вестник „Черноморска сигурност“ (The Black Sea Security). Списанието публикува информация и анализи за разни аспекти на регионалната и международната сигурност. Центърът е закрит през 2014 г.
Раздели, теми
- Геополитика
- Национална сигурност
- Европейска и евро-атлантическа интеграция
- Икономическа политика
- Енергийна сигурност
- Военна сигурност
- Екология, околна среда
- Междуетнически и междурелигиозни отношения
- Регионални конфликти
- Тероризъм и пиратство

Бели книги се публикуват и на интернет сайта на „Номос“.

## Структура
Център „Номос“ се състои от списание „Черно море сигурност“ и структурни звена – „програми“.
- Изпълнителен директор, главен редактор – Сергей Кулик
- Директор по енергийни програми – Михаил Гончар
- Директорът по международни програми – Дмитрий Щибликов
- Директор по информационни програми – Павел Лакийчук